# 新繁街道
新繁街道，原为新繁镇，是中华人民共和国四川省成都市新都区下辖的一个乡镇级行政单位。该镇特产四川泡菜。2019年12月，撤销龙桥镇、新繁镇，设立新繁街道，以原龙桥镇和原新繁镇所属行政区域为新繁街道的行政区域，新繁街道办事处驻繁清路413号。

## 行政区划
新繁街道下辖以下地区：
东街社区、南街社区、西街社区、北街社区、金龙社区、水利社区、三桥社区、清凉社区、高墙社区、世丰社区、龙安场社区、太平社区、金地社区、清白村、李园村、倡义村、大墓山村、和平村、同盟村、梁家村、兴堰村、白壁村、黄泥村、蓟家村、高院村、汪家村、两河村、天君村、青石村、蟇水村、同裕村、龙毅村、民印村、安全村、花红村、同心村、锦河村、清镇村、公毅村、曲水村、石云村、新庞村和回南村。

## 古迹
该地有东湖公园，是中国保存最完整的唐代园林之一，相传为唐宰相李德裕所建。另外此镇还有华林寺、龙藏寺等古迹。